# سلفادور كاستانيدا كاسترو
سلفادور كاستانيدا كاسترو (بالإسبانية: Salvador Castaneda Castro)‏ (و. 1888 – 1965 م) هو سياسي من السلفادور .